# Reggie Wayne
Reginald "Reggie" Wayne (født 17. november 1978 i New Orleans, Louisiana, USA) er en amerikansk football-spiller, der spiller som wide receiver for NFL-holdet Indianapolis Colts. Han har spillet for holdet hele sin NFL-karriere, startende i 2001, og var i 2007 med til at vinde Super Bowl XLI efter sejr over Chicago Bears.
Waynes præstationer er hele seks gange, i 2006, 2007, 2008 og 2009, blevet belønnet med udtagelse til NFL's All-Star kamp, Pro Bowl.

## Klubber
- 2001-: Indianapolis Colts